# NGC 2615
NGC 2615 is een balkspiraalstelsel in het sterrenbeeld Waterslang. Het hemelobject werd op 6 februari 1885 ontdekt door de Franse astronoom Édouard Jean-Marie Stephan.

## Synoniemen
- UGC 4481
- MCG 0-22-19
- ZWG 4.59
- IRAS 08320-0222
- PGC 24071